# Talitropsis apoduroides
Talitropsis apoduroides är en insektsart som beskrevs av Heinrich Hugo Karny 1930. Talitropsis apoduroides ingår i släktet Talitropsis och familjen grottvårtbitare. Inga underarter finns listade i Catalogue of Life.